# Richenza Przemyślidka
Richenza Przemyślidka (zm. 19 kwietnia 1182) – najmłodsza córka króla Czech Władysława II i Judyty, córki landgrafa Turyngii Ludwika I.
W 1179 w Chebie (według starszej literatury ok. 1177) poślubiła Henryka z dynastii Babenbergów księcia na Mödling (ur. 1158, zm. 19 stycznia 1223 r.).